# Monumenti bianchi di Vladimir e Suzdal'
I monumenti bianchi di Vladimir e Suzdal' sono un patrimonio dell'umanità dell'UNESCO situato in Russia. Il patrimonio è composto da otto monumenti calcarei d'epoca medievale siti nella regione di Zales'e:
| Nome                                                 | Città       | Costruzione           | Foto |
| ---------------------------------------------------- | ----------- | --------------------- | ---- |
| Cattedrale della Dormizione                          | Vladimir    | 1158-1160 e 1185-1189 |      |
| Cattedrale di San Demetrio                           | Vladimir    | 1194-1197             |      |
| Porta d'Oro                                          | Vladimir    | 1158-1164             |      |
| Cremlino di Suzdal' con la Cattedrale della Natività | Suzdal'     | 1222-1225             |      |
| Monastero di Sant'Eutimio                            | Suzdal'     | XVI secolo            |      |
| Chiesa dei Santi Boris e Gleb                        | Kidekša     | 1152-1157             |      |
| Castello di Bogoljubovo                              | Bogoljubovo | 1158-1165             |      |
| Chiesa dell'Intercessione sul Nerl'                  | Bogoljubovo | 1165-1166             |      |

Questo patrimonio dell'umanità non comprende, per ragioni ignote, numerosi altri monumenti di Zales'e, tra cui:
- la cattedrale della Trasfigurazione di Pereslavl'-Zalesskij (1152);
- la cattedrale di San Giorgio a Jur'ev-Pol'skij (1230-34, con successive modifiche);
- il monastero Knjaginin a Vladimir ed il Monastero dell'Intercessione a Suzdal' (a cavallo del quindicesimo e sedicesimo secolo).